# コールド・ゲヘナ
『コールド・ゲヘナ』（Called Gehenna）は、三雲岳斗による日本のライトノベル。イラストはきがわ琳が担当している。電撃文庫（メディアワークス）より1999年10月から2001年6月まで刊行された。第5回電撃ゲーム小説大賞〈銀賞〉受賞作。

## ストーリー
荒涼たる砂漠の惑星ゲヘナ。そこは人類では到底太刀打ちできない力を持つ魔獣や、天候すら自在に操ると言われる龍族の君臨する世界。人類がそれらに打ち勝つ可能性のある手段はただ一つ、遺伝子書換手術＜リライティング＞を受けたDJ＜デッドリードライブ乗り＞の駆る超高速人型兵器デッドリードライブのみであった。
凄腕との評判をとるDJバーンは、砂漠でドラゴンに襲われた空母から謎の少女アイスを救出したことで、世界の覇権をかけて「教団」と戦うことに。

## 登場人物
声はドラマCD版のキャスト。
バーナード・シーカー / バーン
声 - 松野太紀
本作の主人公。通称「なまくらバーン＜レイジー・バーン＞」と呼ばれる青年。凄腕だが怠け癖でも有名で、一年のうちほとんどは仕事をしない。しかし、倒した龍の数は300体以上と言われ、龍狩師＜ドラゴンスレイヤー＞の中では屈指の腕前である。幼いころに村を巨王龍＜グラングージェ＞に襲われて姉が死亡し、それ以来ドラゴンを憎んでいる。喪われし武術＜ロスト・アーツ＞と呼ばれる旧世界の格闘術の伝承者。愛機は鬼姫（登場時はヴェルタルダ）。翼持つ龍王の種族＜リンドヴルム＞すら切り裂く必殺技磁束暴走＜マイスナー・ブレイク＞、歪空剣＜ディストーション＞などを使いこなす。その正体は10年前の三大国戦争＜トライデント・ウォー＞の英雄・狂男爵＜クレイジー・バロン＞アル・バビロン卿である。
アイス・フェイ
声 - 堀江由衣
本作のヒロイン。フェネグリーク帝国軍に拉致されたところを龍に襲われ、バーンに救出された少女。常に明るく、逆境に強い性格。父フレイマンは町工場でデッドリードライブの整備士をしており、彼女自身も整備士としての技能を持つ。その腕前はバーンをして「いい腕」と言わしめたほど。DJであるが、戦闘訓練を全く受けていない。鬼姫の本来の所有者でもある。「教団」によって仕組まれた四番目の王女・後継者＜サクセサー＞である。教団との戦いの中で人間的にも成長を遂げ、龍族と人間の共存を目指すようになる。
フロスティ・フェイ
声 - そのざきみえ
「教団」の暗殺者＜シスター＞。容貌はアイスと瓜二つ。フレイマンに選ばれたアイスを憎んでいる。寡黙で生真面目。暗殺術には優れているが、教団の外に出たことがないため、一般常識には全くといっていいほど疎い。料理が苦手で彼女の作ったシチューを食べた龍は苦しみのあまり悶絶した。愛機は闇姫。四番目の後継者＜サクセサー＞の片割れ。彼女とアイスは共感覚＜シニスシージャ＞と呼ばれるテレパスで通じ合うことができる。
メル
声 - 三石琴乃
バーンの相棒の赤毛の猫。この世界では猫は喋るものである。猫族の超感覚により、レーダーよりも正確に敵の接近を察知することができる。浪費家のバーンの相棒を続けるうちにお金に関してうるさくなった。その正体は、バーンの恋人で三大国戦争＜トライデント・ウォー＞で戦死したアルストロメリア大公国の女王・龍皇女メリーアン1世である。
切音・アーシュレイ
声 - 井上喜久子
音斬り＜ソニック・スローター＞の異名を持つ「教団」の暗殺者＜シスター＞。謎多き絶世の美女。裂空剣という剣技の使い手。教皇三姉妹の末妹であり旧人類の生き残りの一人と思われる。本名は「霧音・カーラ・アーレイ」。愛機は華焔。世界の再支配を目論む「教団」の聖騎士＜パラディン＞トワイライトとの戦いの後、消息不明。
ルーファス・瓏
声 - 緒方恵美
「教団」の処刑者＜ブラザー＞。絶世の美女。バーンとは同門の兄弟子であり、バーンたちの兄貴分的な存在であったが、バーン曰く「どうしても勝てなかった兄弟子が、何年かぶりに会ってみたら、いきなり女装趣味の倒錯野郎になっていた」らしい。彼にどういった心境の変化があったのかは本作では断片的にしか明かされていないが、そこにアイスとフロスティの母親が関わっているのは間違いないらしい。それによりアイスとフロスティ（特にフロスティ）を影から守っている。DJではないが、喪われし武術＜ロスト・アーツ＞、鍼灸術などを駆使し、肉弾戦での戦闘力はDJを凌駕するほどである。また鍼灸術の応用で医者としても活躍する。
マリアンヌ / メリーアン・アルストロメリア1世
現アルストロメリア女王。燃えあがるような赤い髪が特徴の小柄な美人。10年前の三大国戦争＜トライデント・ウォー＞で、メルの死によって目覚めた三番目の後継者＜サクセサー＞の片割れ。メルの死までは眠らされていたが、後継者＜サクセサー＞特有の共感覚＜シニスシージャ＞によりメルとは全ての記憶を共有しており、メルの恋人バーンへの思いが彼女を苦しめている。愛機はグランジ・フローラ。失われた技術を伝える後継者を育成するために王都ウィラメトの大学で自ら教鞭をとることもある。
ベルナルド・シークマン　
「教団」の大司教。旧人類の生き残りの一人と思われ、クローンによって世代を重ねることで何代にも渡って新人類の成長を見守り続けてきた。喪われし武術＜ロスト・アーツ＞の伝承者であり、バーンやルーファスの師匠でもある。テーベの街で20人ほどの孤児を育てており、バーンもその中の一人であったらしく、バーンを正当な後継者と認めた。またメリーアン1世の後見人であり、父代わりでもあった老猫もシークマンという名前であり、何らかの関わりを持つと思われる。

## 用語
惑星ゲヘナ
荒涼たる砂漠の星。ゲヘナ（Gehenna）は煉獄を意味する。大気は汚染されており、場所によっては砂や酸性値の高い雨が降る。作中には廃墟と化した都市の遺跡などが登場し、トーキョー（東京）などの都市名で呼ばれていることから、一度滅亡した後の地球であると思われる。大陸の総人口は少なく、また一説には10万種類とも言われる魔獣や龍族が闊歩することから、人類は僅かに残された肥沃な土地には住めず、痩せた土地で細々と交易を営んで暮らしている。少しでも豊かな土地に住もうと、人間同士の争いが絶えない。
街道
人間が多くの被害に遭いながらも探し出した、龍族などの危険な生物の出現率の低いルートの総称。危険な生物は肥沃な土地に生息するため、基本的に砂漠・雪原などの不毛な土地を横切ることになる。稀に縄張り争いに敗れたり、群れを追い出されたはぐれドラゴンが現れることがある。不毛地帯には餌となる生物の絶対数が少ないため、はぐれドラゴンは常にもまして危険であり、人間を襲う確率が高い。
龍族
惑星ゲヘナの支配者。翼持つ龍王の種族＜リンドヴルム＞と呼ばれる上位ドラゴンは雷撃＜ブレス＞を放ち炎を吐いて一夜にして街を壊滅させることがある。翼なき龍＜リンドドレイク＞と呼ばれる種類は特殊能力を持たないが、それでも弾丸を跳ね返す強靭な皮膚、鋼鉄を引き裂く珪素結晶の牙、砲弾すら回避する敏捷性、30メートルを超える巨体による圧倒的なパワーなどを合わせ持ち、最大級の戦艦を凌駕する戦闘力を持つといわれている。滅亡した旧人類の生み出した生体兵器の末裔だと思われるが、破壊衝動に任せて人間を襲うこともある代わりに肥沃な土地の自然の守り手としての役割を担っており、惑星ゲヘナの環境改善において一役買っている。
デッドリードライブ
全長約18メートルの超高速人型兵器。人類が龍族に対抗できる唯一の手段。コクピットに張り巡らされたレーザーファイバー製の感応ワイヤー＜ストリングス＞によって操縦者の動きを正確にトレースする。超伝導人工筋肉によって理論上は亜光速まで加速することが可能であり、その状態をオーバードライブと呼ぶことが名前の由来。龍族はその敏捷性と皮膚の硬度によって砲撃が通用せず、ダメージを与えるにはデッドリードライブによる超高速の斬撃を加えるしかない。現存するデッドリードライブのほとんどは旧人類の造ったオリジナルを元に新たに生み出されたレプリカであり、旧人類の造った本物のデッドリードライブは九騎しか現存しない。
デッドリードライブ乗り
デッドリードライブ・ジョッキー。通称DJ。遺伝子書換＜リライト＞と呼ばれる生存率3％に満たない危険な手術に耐えることのできる特殊な体質の持ち主のみが、デッドリードライブの操縦を可能とする。通常の7倍の反応速度・神経伝達スピードを持つため、その戦闘力は常人の比ではない。その圧倒的な能力ゆえに集団から疎外されることもしばしばある。その反応速度は音楽の面にも応用することができ、DJは例外なく優れた演奏家としての素質を持つといえる。
龍狩師＜ドラゴン・スレイヤー＞
圧倒的な戦闘力を持ち、龍族を屠ることも可能なデッドリードライブであるが、DJであれば誰にでも龍を倒すことができるわけではない。ドラゴンのもつ能力はデッドリードライブの性能を大きく凌駕しており、唯一勝る点は機動力のみである。ドラゴンと戦うには、DJが己の技量でドラゴンとの能力の差を埋めなくてはならない。ゆえに龍狩師＜ドラゴン・スレイヤー＞とは腕利きのDJの別称でもあり、龍退治の報酬はとてつもなく高額である。
猫族
人類以外でこの世に生息する唯一の哺乳類。惑星ゲヘナでは猫は言葉を喋るものである。希少種であり、猫を連れ歩いている人間は只者ではないと目される。猫族の超感覚は様々な事柄を洞察し、その精度は半ば予知に近しいものですらある。
教団
世界を裏側から支配する旧人類の生き残りからなる集団。世界中に散らばる大聖堂＜カテドラル＞と呼ばれる旧人類の残した都市跡を拠点とし、旧人類の科学技術を独占しており、それらを小出しにすることで世界に対して巨大な影響力を持つ。教皇と呼ばれる支配者の下に大司教と呼ばれるポストが存在し、彼らはクローンとして世代を重ね、何代にも渡って新人類の発展を見守り続けてきた。新人類を正しい方向に導くというのが初期の目的であったが、旧来の特権を手放したくない派閥と新人類に全てを託す派閥との抗争が激化しつつある。
遺跡＜ボーンベッド＞
旧人類の都市跡。肥沃な土地に存在することが多く、龍族の群生地と重なるため通常は近づけない。都市防衛機能が残った遺跡は「教団」によって大聖堂＜カテドラル＞として活用されていることが多い。
都市国家キャラウェー
三大国＜トライデント＞を結ぶ交通の要衝にある人口30万の交易国家。アイスの故郷の近くにあり、バーンの活動の拠点でもある。
空母アフェランドラ
バーンたちの乗るドライ級の空母＜カレラ＞。デッドリードライブを三体収容できる棺桶＜コフイン＞を持ち、さらに切音の差し金により超伝導雷撃砲＜ブレス・キャノン＞、自立航行機能などを搭載しているため、全長60メートルの大型艦にもかかわらず艦内はおそろしく狭い。教団の持つ最先端技術の塊である。
空母エウリュアレイ
切音の乗る空母＜カレラ＞。空母アフェランドラと同じ様に、超伝導雷撃砲＜ブレス・キャノン＞、自立航行機能などを搭載している。乗組員は切音一人。超伝導による無音での航行が可能であり、存在感をなくすることができる。ゴルゴン型二番艦・ステンノーはフロスティの搭乗機であったが、巨王龍＜グラングージェ＞との戦いでアイスの父フレイマン・トレスが特攻をかけるのに使用して爆破した。
三大国＜トライデント＞
大陸の覇権を争う三つの大国、カルダモン王朝・フェネグリーク帝国・アルストロメリア大公国の三ヶ国を指す。これらの三ヶ国の女王は後継者＜サクセサー＞と呼ばれる教団によって生み出されたクローン人間であり、教団の保有する科学技術の全てを知る人々である。それゆえに「教団」以外では三大国のみが自国でデッドリードライブを製造することができる。その重要性から後継者＜サクセサー＞は二人一組で生み出され、片割れは影武者としての役割や独裁を阻止する役目を担う。
カルダモン王朝
一番目の後継者＜サクセサー＞女王紗姫とその双子の姉妹綸姫によって統治される王国。本作ではあまり触れられなかったが、第4巻においてカルダモン王朝の第一王位後継者・綾羅王子が登場した。10年前の三大国戦争＜トライデント・ウォー＞ではフェネグリーク帝国と結んで共にアルストロメリア大公国と戦った。現在は名誉ある孤立を保ち、フェネグリーク・アルストロメリア両陣営と距離を置いているが、フェネグリークとアルストロメリアが歩み寄る姿勢を見せていることで外交上の岐路に立たされている。
フェネグリーク帝国
二番目の後継者＜サクセサー＞女帝エカテリーナによって統治される帝国。完全なる独裁体制による軍国主義政策をとっており、アルストロメリア大公国との軋轢が耐えない。首都はニゲラ。三大国戦争＜トライデント・ウォー＞以降は徐々にアルストロメリアに歩み寄る姿勢を見せている。女帝エカテリーナには後継者＜サクセサー＞の片割れとしての姉妹が存在するが、彼女の存在は公表されておらず正式な名前すら与えられていない。
アルストロメリア大公国
三番目の後継者＜サクセサー＞龍皇女メリーアン1世によって統治される王国。首都はウィラメト。三大国の中では最も後発であり、西方の小国として誕生したが瞬く間に力をつけた。その秘密は後継者＜サクセサー＞の持つ特性にある。二人一組の女王は意識が重なったときに共感覚＜シニスシージャ＞を通じて、旧人類の知識の全てを引き出すことができる。メリーアン1世の後継者＜サクセサー＞としての片割れ（マリアンヌ）は、彼女が誕生してからずっと眠りにつかされており、メリーアン1世は常に旧人類の科学技術をフルに活用できる状態にあったのである。三大国戦争＜トライデント・ウォー＞ではカルダモン・フィネグリーク連合軍と戦い、敗北寸前にまで追い込まれるが英雄狂男爵＜クレイジー・バロン＞の活躍により持ち直した。

狂男爵＜クレイジー・バロン＞
アルストロメリア大公国の貴族アル・バビロン卿の異名。正式な名前はアレクサンダー・バビロンベルグ男爵。氷の死神と呼ばれるアルストロメリア宰相アリオスト・バビロンベルグの子息である。度重なる独断専行・軍令違反・命令無視などにより軍内部では疎外されていたが、その卓絶した戦闘能力により国の危機を何度も救った英雄でもある。龍殺し＜ドラゴン・キラー＞、千人殺し＜サウザンド・スローター＞、虐殺者＜ジェノサイダー＞など様々な異名を持つ。三大国戦争＜トライデント・ウォー＞では、リンドヴルムの群生地である遺跡＜ボーンベッド＞を突破して連合軍を背後から奇襲し劣勢のアルストロメリアを滅亡の危機から救ったが、狂男爵アル・バビロン卿はこの戦争で自らの手で恋人のメリーアン1世を死なせてしまい、戦後はアルストロメリアの復興を見届けることなく国を去った。
三大国戦争＜トライデント・ウォー＞
10年前に大陸の覇権をかけて三大国＜トライデント＞が戦った戦争。カルダモン・フィネグリーク連合軍対アルストロメリア大公国という図式で争われ、物量で大きく劣る新興国家アルストロメリアは終始劣勢に立たされていたが、狂男爵アル・バビロン卿による遺跡＜ボーンベッド＞を突破する奇襲攻撃が成功し、滅亡の危機は回避された。三大国はこの戦争で大きく国力を消耗させ、勝者なきまま事実上戦争は終結した。

## 既刊一覧
- 三雲岳斗（著）・きがわ琳（イラスト）、メディアワークス〈電撃文庫〉、全5巻
  - 『コールド・ゲヘナ』1999年2月10日発売[2]、ISBN 4-8402-1094-2
  - 『コールド・ゲヘナ2』1999年8月10日発売[3]、ISBN 4-8402-1256-2
  - 『コールド・ゲヘナ3』2000年1月10日発売[4]、ISBN 4-8402-1393-3
  - 『コールド・ゲヘナ あんぷらぐど』2000年8月10日発売[5]、ISBN 4-8402-1595-2
  - 『コールド・ゲヘナ4』2001年6月10日発売[6]、ISBN 4-8402-1777-7

## ドラマCD
- コールド・ゲヘナ 凍てつく財宝と海賊たち（ランティス）2001年8月発売 廃盤